# Come un toro nell'arena
 Come un toro nell'arena, (Pull - PCD 2108) è un album dei cantanti ed attori Ric e Gian.

## Tracce
1. Le gemelline
2. Come un toro nell'arena
3. Angelina
4. L'amicizia è un'avventura
5. L'amour
6. Il lampadario
7. Al ballo
8. La mia signora
9. Crapa pelada
10. Scimmia stonata
11. La vita è tutta ok